# Diptyque consulaire

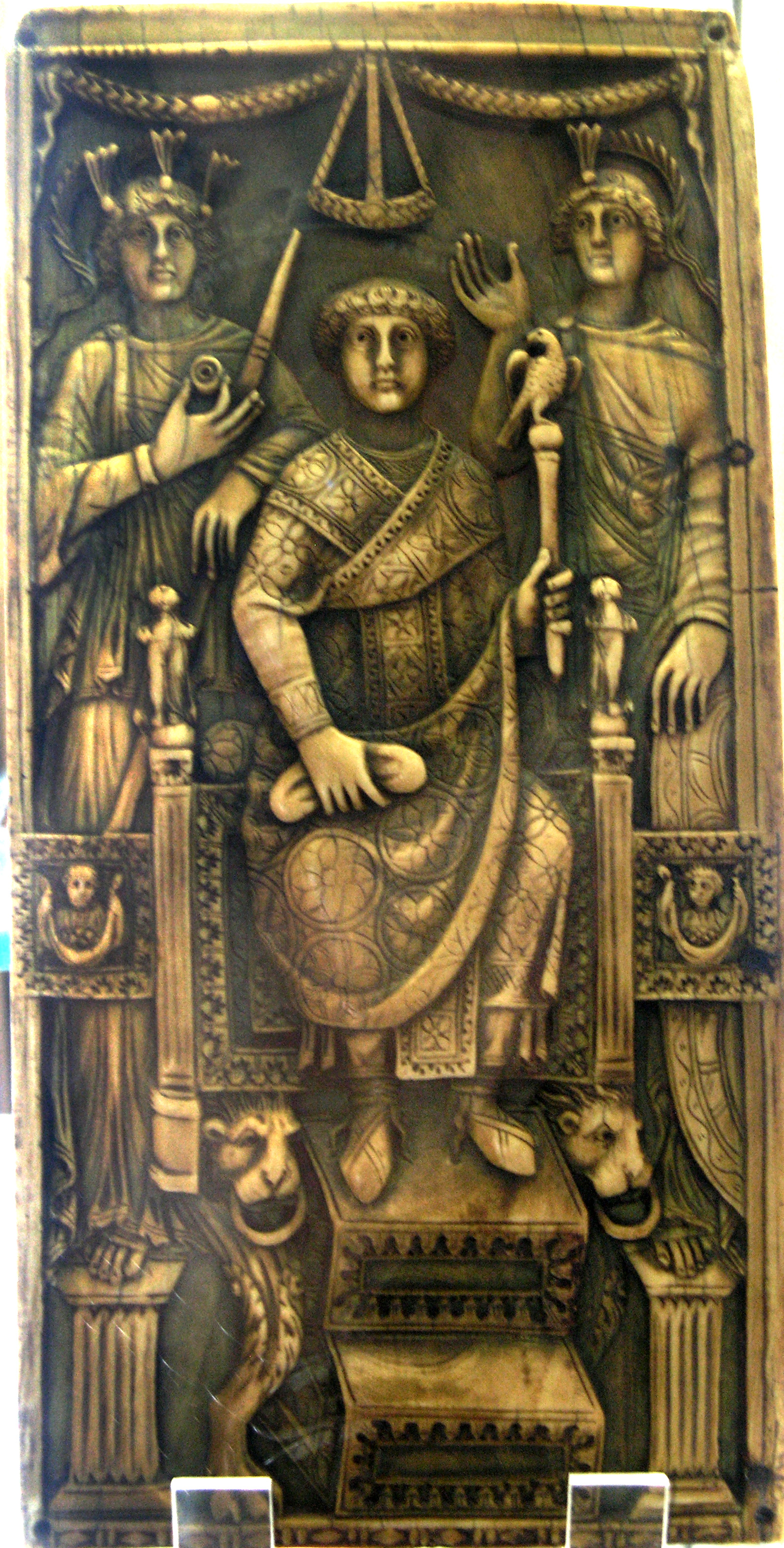
Diptyque consulaire de Magnus, consul, à Constantinople, en 518. Il est assis entre deux personnifications de Rome et Constantinople (musée du Louvre).

Un diptyque consulaire (du grec diptychos, double) est, dans l'Antiquité tardive, un type particulier de diptyque, cette paire de panneaux reliés, généralement en ivoire, en bois ou en métal, ornés d'un riche décor sculpté, qui pouvaient faire office de tablette à écrire : il s'agissait, à Constantinople, d'un objet commémoratif de luxe, commandé par le consul ordinaire et distribué pour marquer son entrée en charge et récompenser les notables qui avaient soutenu sa candidature.

## Chronologie
La chronologie de ces diptyques est nettement définie, d'une part, du fait de la décision de Théodose Ier, en 384, de réserver aux seuls consuls, sauf dérogation impériale extraordinaire, l'usage de ces diptyques (code théodosien, 15, 9, 1), et, d'autre part, en raison de la disparition du consulat sous le règne de Justinien, en 541. Cette suppression se conjugue avec la raréfaction de l'ivoire, pour entraîner la disparition des diptyques consulaires. Les grands aristocrates et fonctionnaires de l'Empire passent toutefois outre cette interdiction de Théodose et font réaliser des diptyques pour célébrer des charges moins importantes : Symmaque en distribue ainsi pour commémorer les jeux questoriens, puis prétoriens de son fils, respectivement en 393 et en 401.
Les ateliers responsables de cette production se trouvaient dans les deux capitales de l'Empire, Rome et Constantinople, ainsi qu'à Milan. Mais la chute de l'Empire d'Occident, en 476, est probablement responsable de la disparition de la production occidentale, à la fin du Ve siècle : tous les diptyques consulaires conservés du VIe siècle sont originaires de Constantinople.

## Iconographie
L'apparition des diptyques consulaires, au IVe siècle, entraîne le développement de la sculpture sur ivoire. Les diptyques sont sculptés, en bas-relief, sur une seule face de chaque panneau, dans un style archaïsant . Les plaques d'ivoire ont une épaisseur comprise entre 8 mm et 10 mm. À partir du VIe siècle, les arrière-plans sont influencés par les cultures grecque et orientale. Des médaillons présentent des scènes de cirque, de théâtre ou d'hippodrome, avec des courses ou des combats de bêtes sauvages. Certains diptyques étaient peints, d'autres incrustés de pierres précieuses.
Les diptyques consulaires portent systématiquement, soit, pour les plus richement décorés d'entre eux, un portrait plus ou moins élaboré du consul, soit, pour la catégorie des diptyques les plus simples, une inscription de dédicace dans un décor géométrique et végétal. Il est probable que cette seconde catégorie était produite en séries plus importantes, à partir de modèles faits à l'avance, et distribuée aux personnages de rang inférieur, tandis que les diptyques les plus sophistiqués, et donc les plus coûteux, étaient réservés au premier cercle de l'aristocratie romaine.
Le motif le plus courant des diptyques constantinopolitains du VIe siècle représente le consul, en pied, présidant les jeux consulaires qui marquaient son entrée en fonction. Certains diptyques ne présentent que le buste du consul, placé dans un motif en couronne.
Les diptyques consulaires sont, par leur nature même, un instrument précieux pour la prosopographie de l'Empire romain tardif, ainsi que pour l'étude de l'art de cette période. Ils doivent d'avoir survécu, en nombre important, jusqu'à l'époque contemporaine, à leur réutilisation, dans bien des cas, comme reliures de manuscrits ecclésiastiques, à l'époque médiévale. Certains sont même utilisés, dans les églises, comme reliures pour des listes d'évêques ou des archives similaires.

## Les diptyques consulaires conservés

Quelques-uns des diptyques consulaires conservés, par ordre chronologique de production
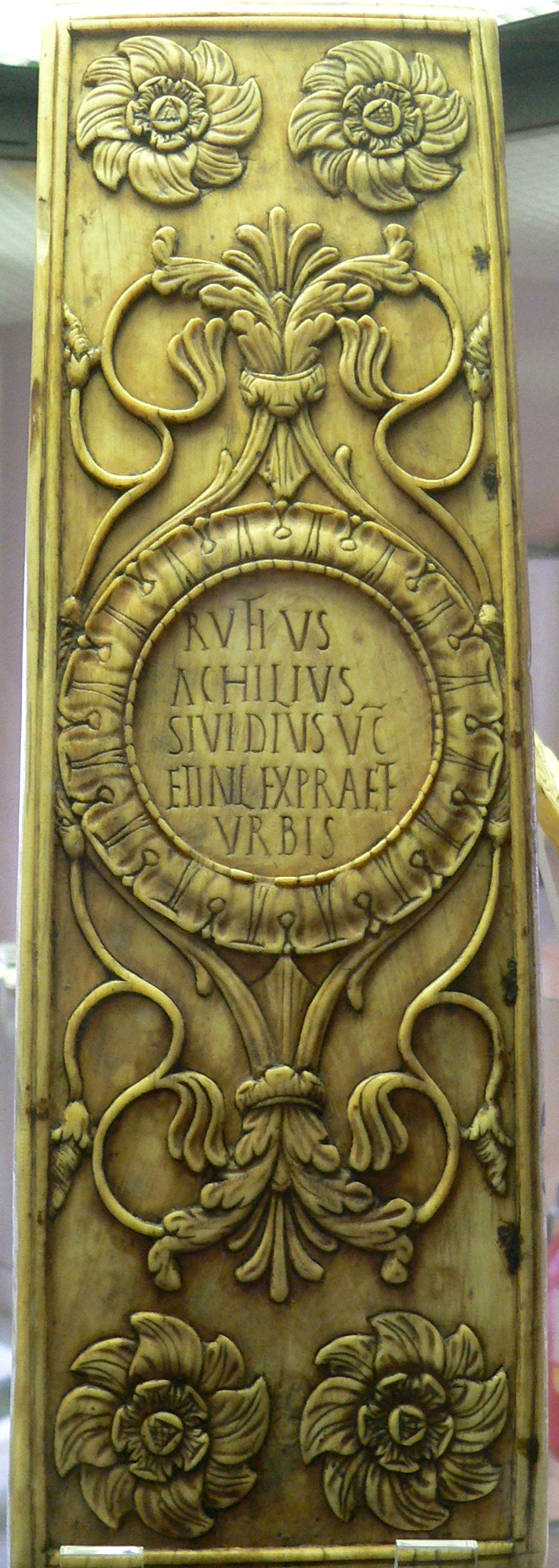
Diptyque de Rufius Achilius Sividius, consul en 488.
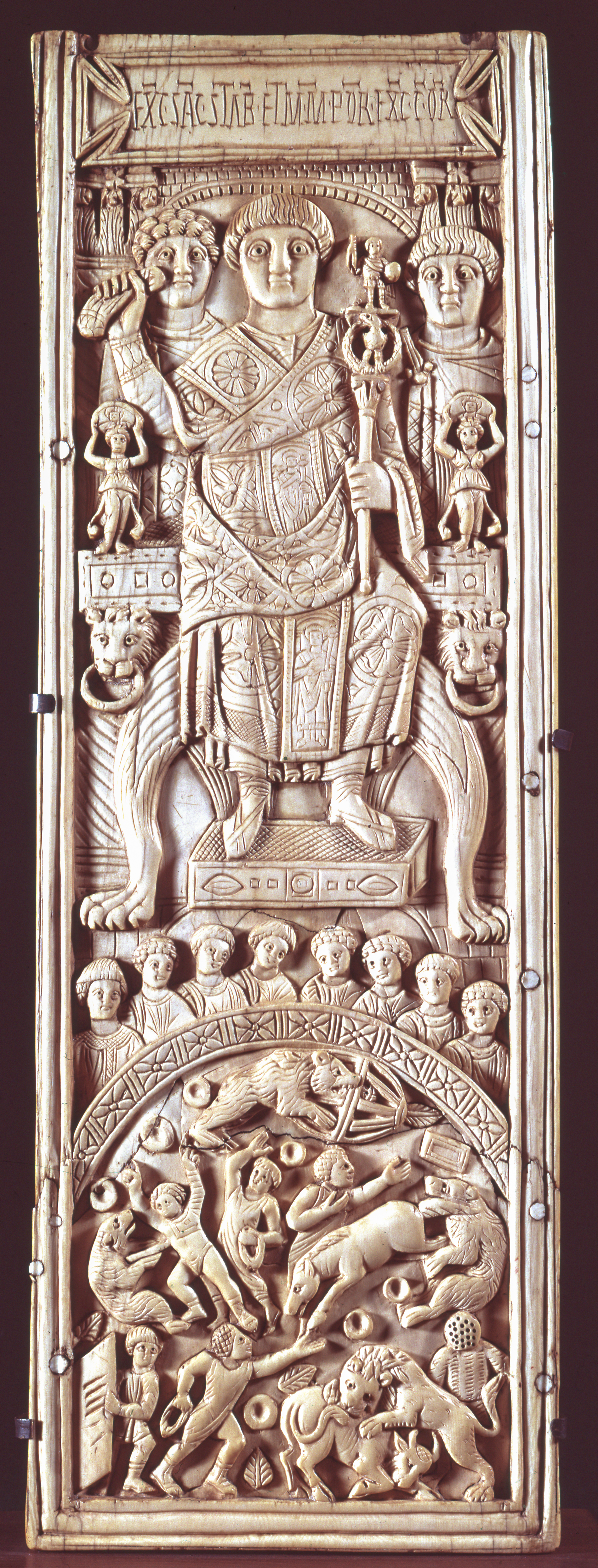
Diptyque d'Areobindus Dagalaiphus Areobindus, consul en 506.
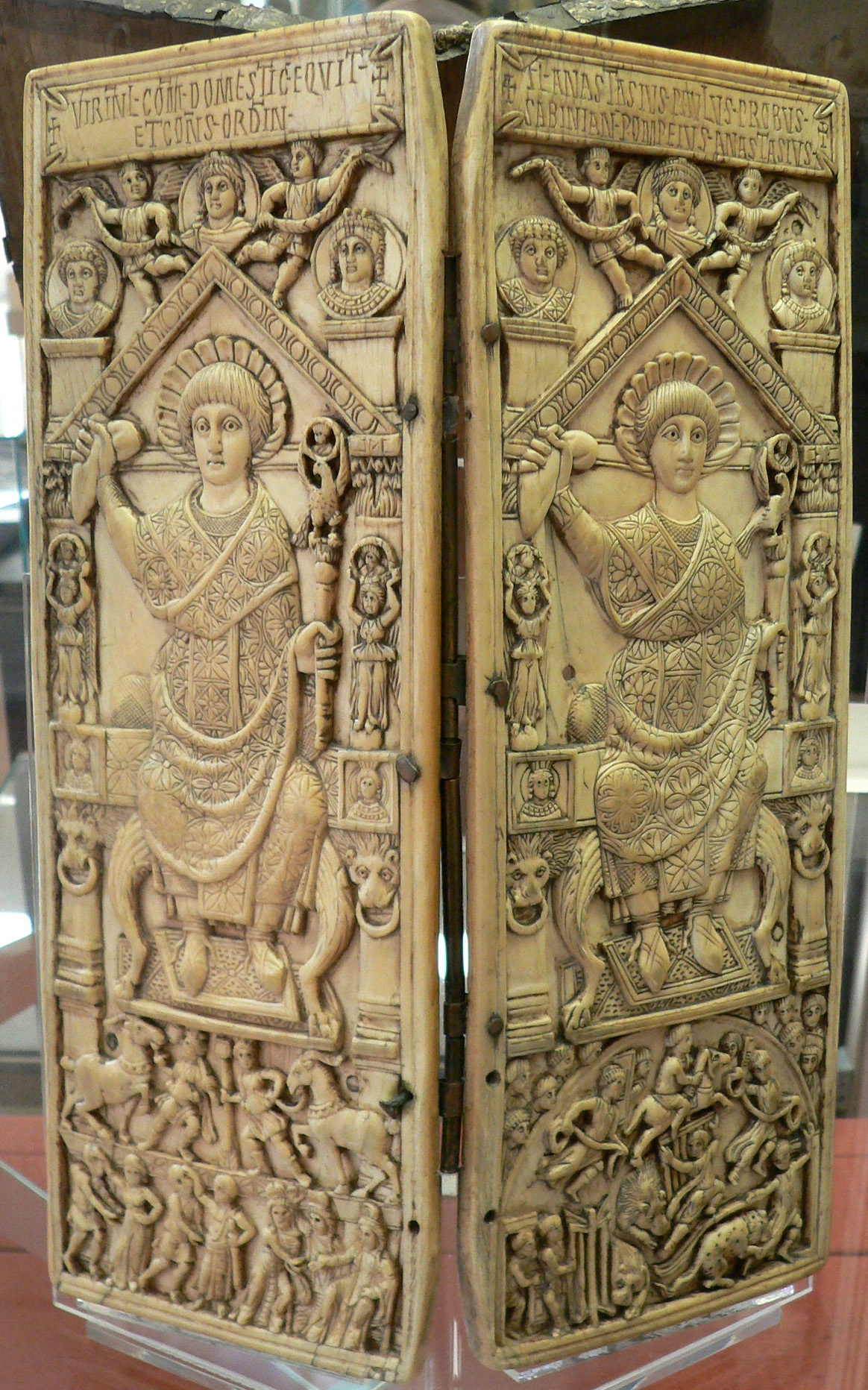
Diptyque d'Anastasius, consul en 517.
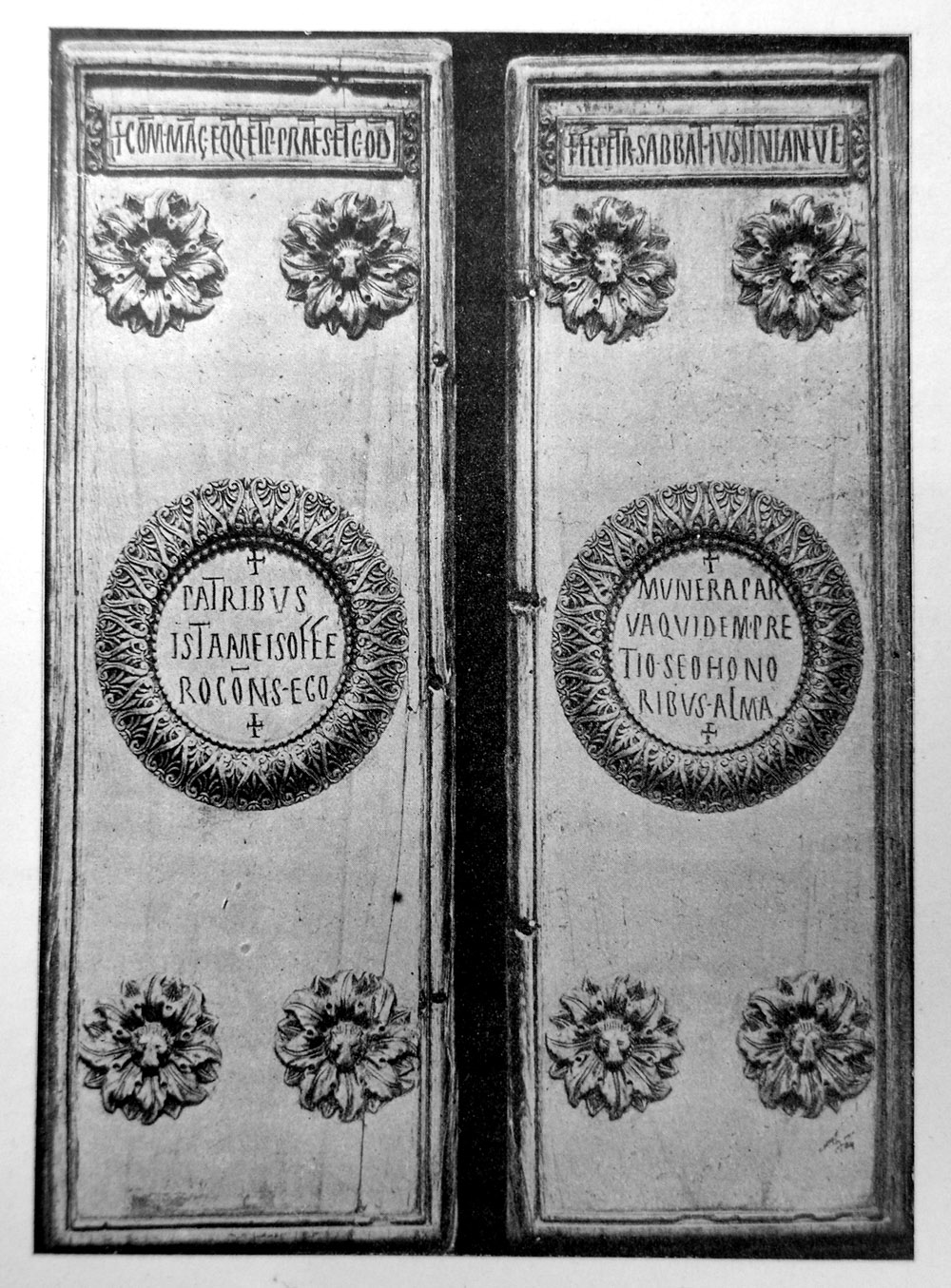
Diptyque de Justinien, consul en 521 (sous le règne de son oncle Justin).
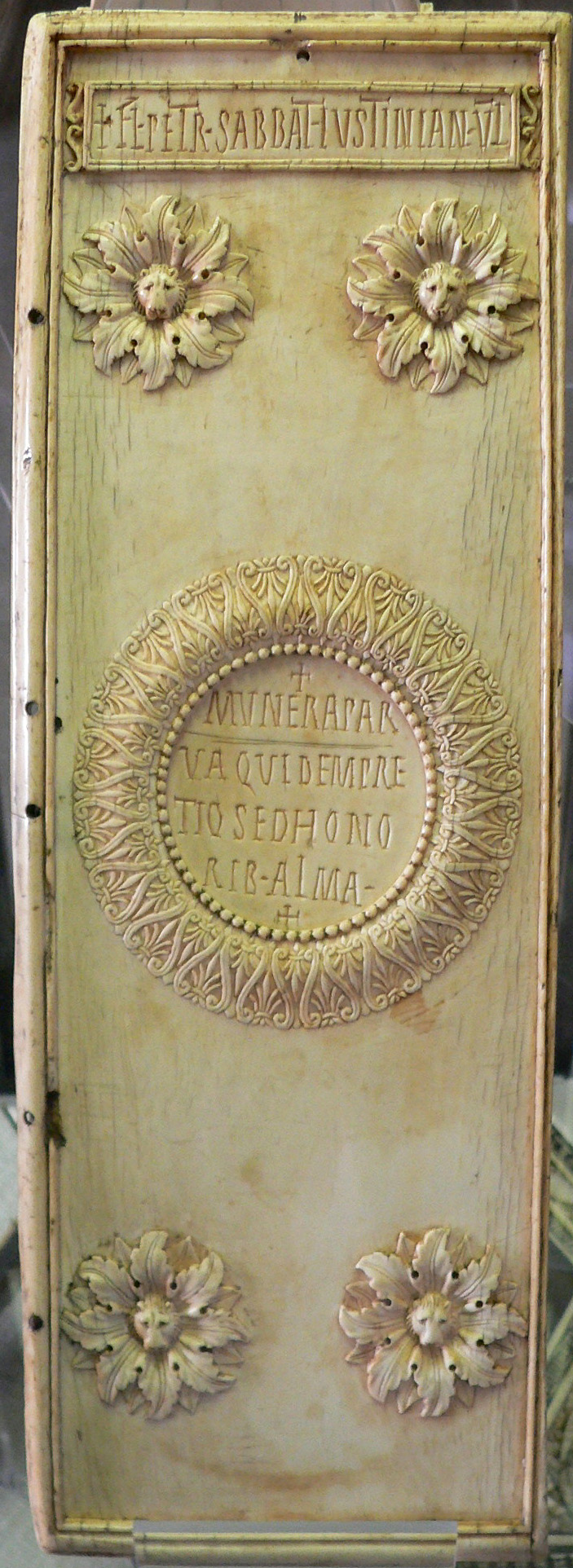
Diptyque de Justinien, consul en 521.
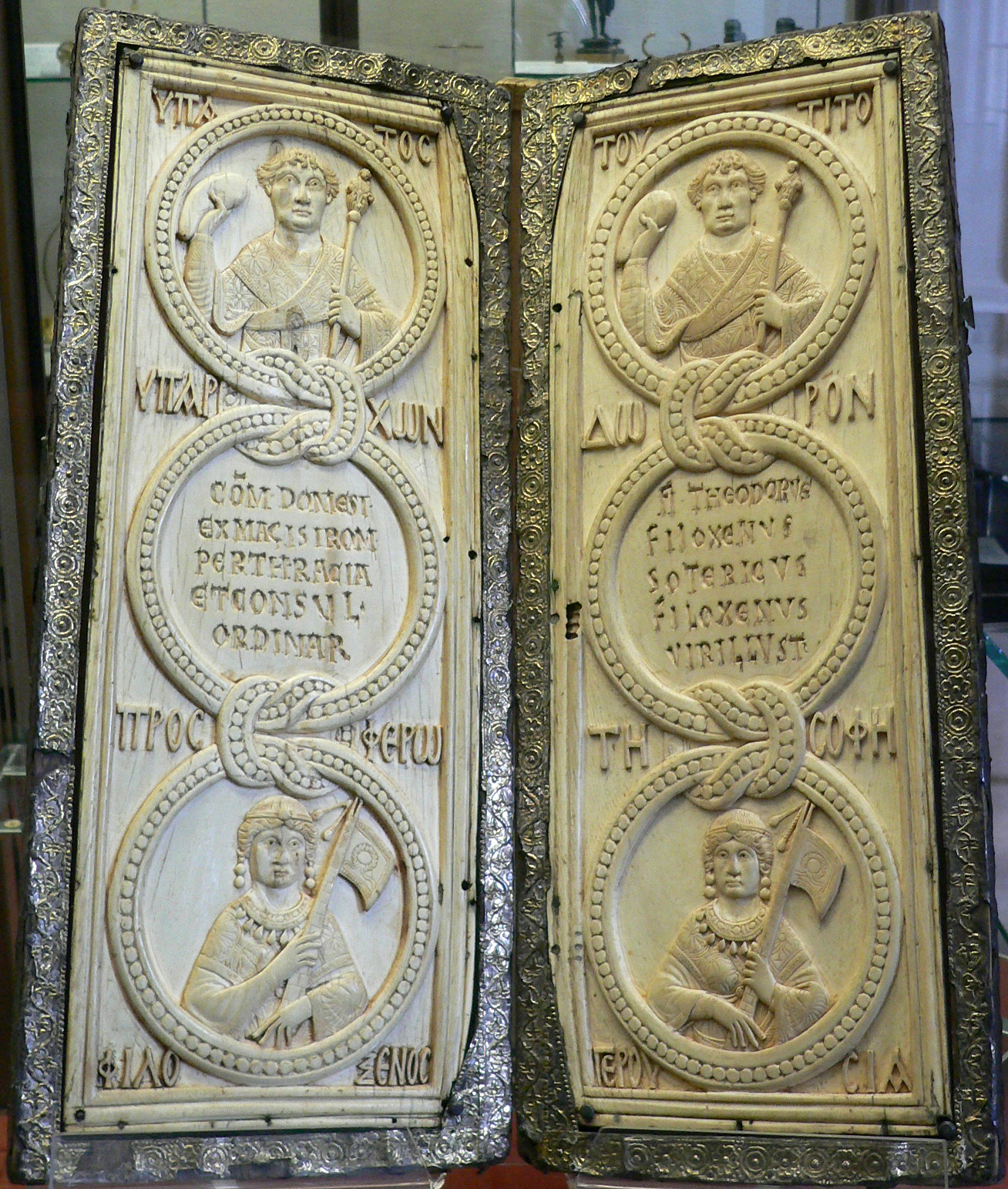
Diptyque de Theodore Philoxenus, consul en 525.
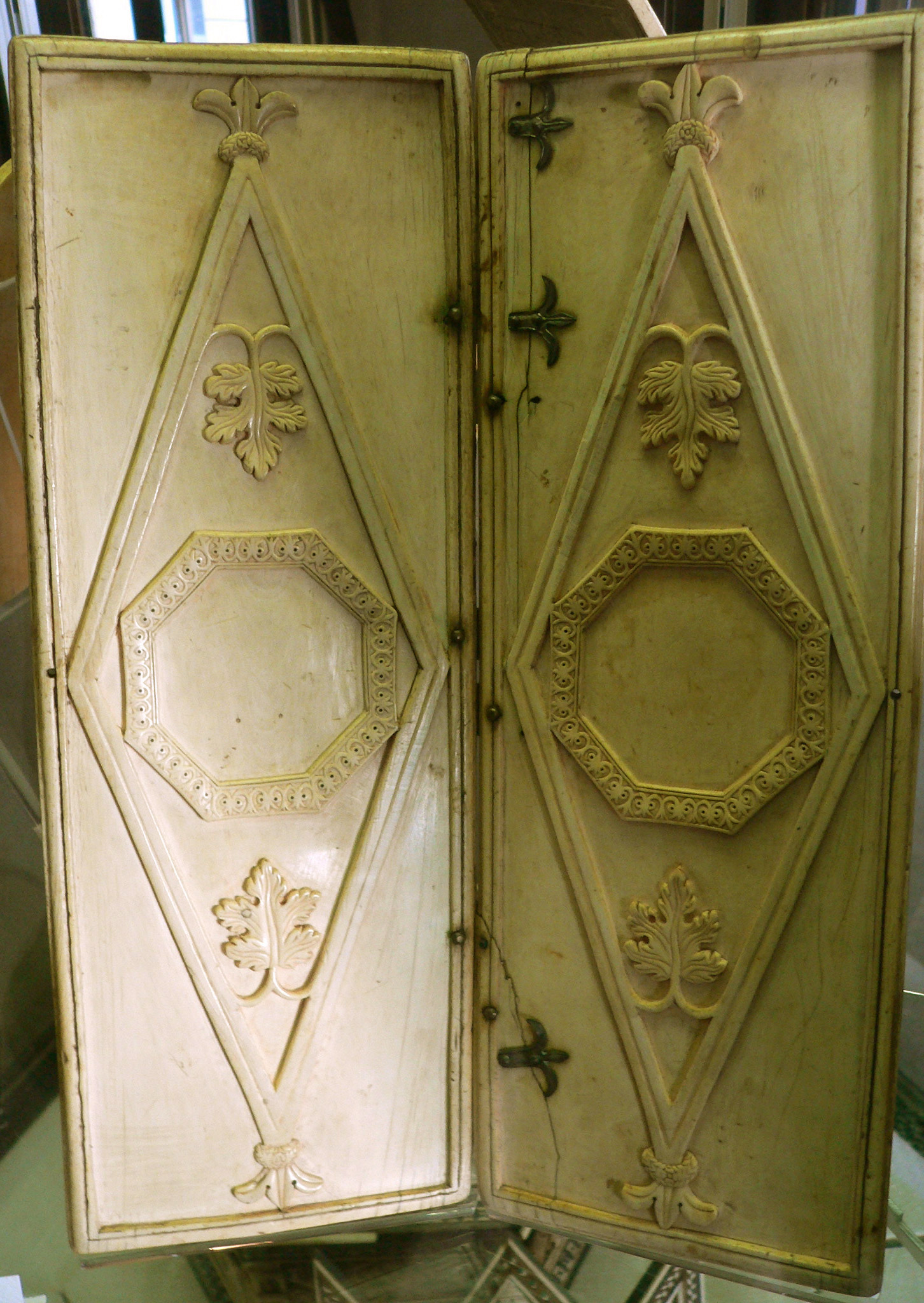
Diptyque de Theodore Philoxenus, consul en 525.
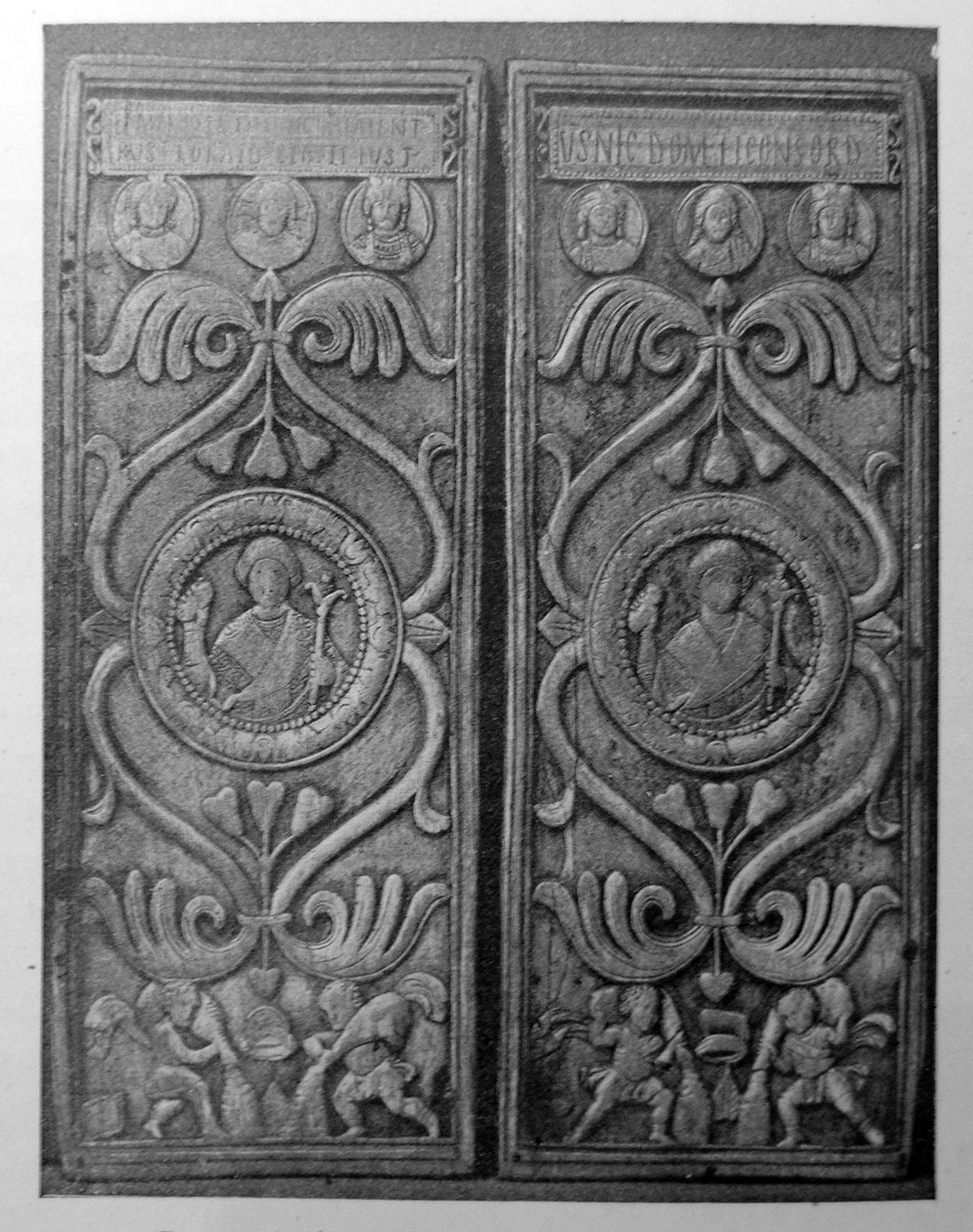
Diptyque de Justin, consul en 540 (le dernier conservé).

### Diptyque de Stilicon (400)

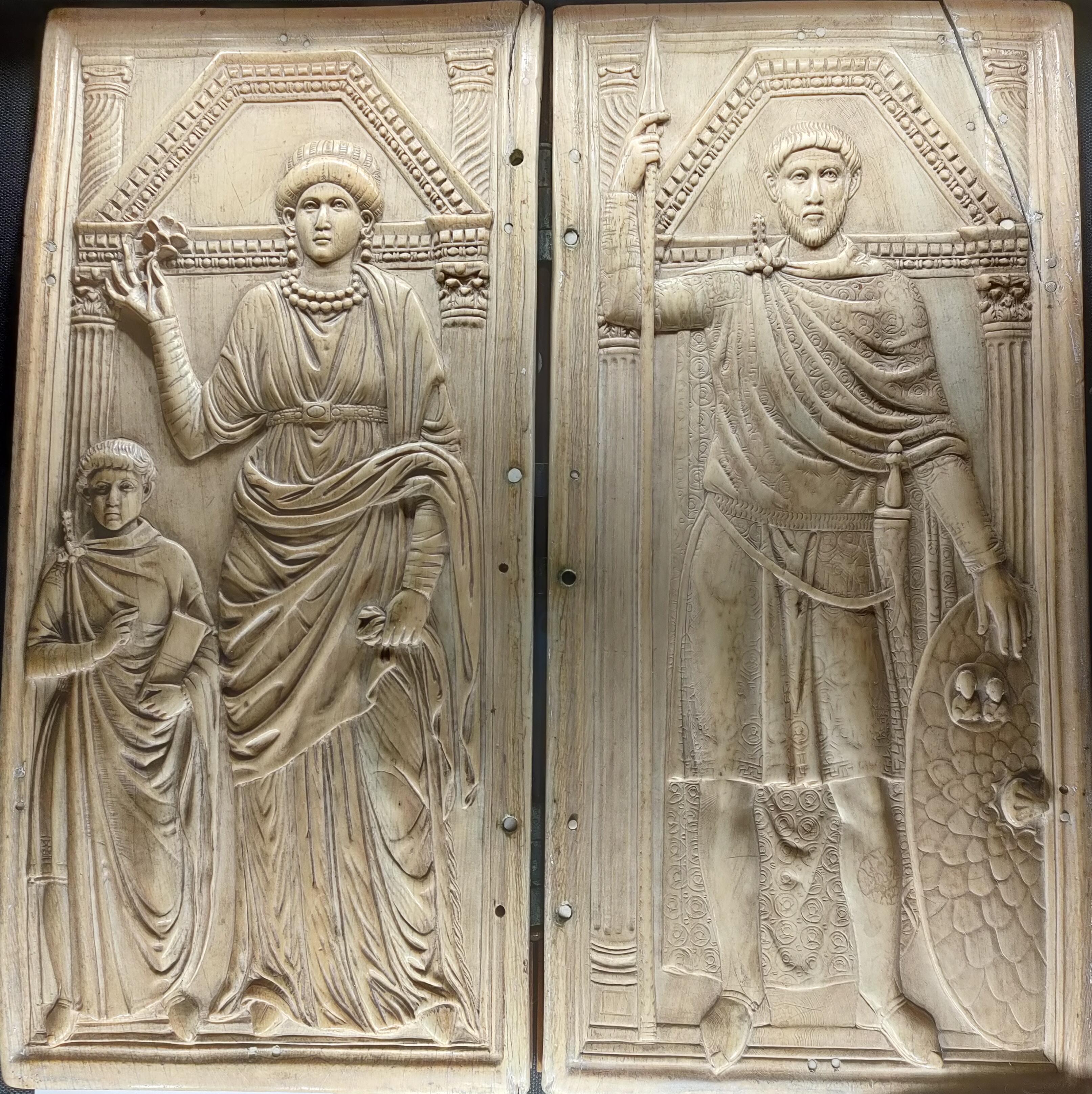
Diptyque consulaire de Stilicon, son épouse, Sérène, et son fils, Euchère. Ivoire. Vers 396 EC. Monza, Musée du Dôme

Le diptyque de Stilicon, consul en 400, est sculpté à Milan (Italie). Il est conservé dans le trésor de la cathédrale de Monza (Italie). Les deux panneaux, en ivoire, qui portent des traces de placage d'or, sont séparés, mais ils devaient initialement être reliés. Ils ne portent aucune inscription.
Le premier panneau représente un général armé d'une lance et la main posée sur un bouclier. Il porte une barbe taillée en pointe et les cheveux courts. Il est vêtu d'une tunica manicata et d'une chlamyde longue, insigne des patrices, attachée sur l'épaule droite par une fibule, et retombant, du côté gauche, en plis droits, jusqu'aux chevilles. La tunique, brodée de rangées composées du buste de son épouse, placé sous une arcature posée sur deux colonnes, et de celui de son fils, encadré d'un cercle, est ornée, à droite, d'un tablia et comporte un autre ornement sur l'épaule droite, près de la fibule. La chlamyde porte uniquement la représentation de l'enfant. Les jambes du consul sont revêtues de fasciae crurales pedulesque et il est chaussé de campagi.
La lance, au fer irrégulier, est cerclée, à sa base, de trois bandes de métal. La hampe est cloutée. Le consul porte une épée espagnole (spatha), placée dans un fourreau, orné de rectangles et de losanges, figurant des incrustations de pierres précieuses, accroché à un ceinturon orné de plaques (segmenta). Le bouclier ovale, posé sur le sol, a une bordure circulaire étroite et un ombon, surmonté d'une perle, cloué sur une plaque décagonale à côtés incurvés. Le centre est garni d'une rosace d'écailles. À gauche du personnage, un médaillon contient les bustes de son fils et de son épouse.
Le second panneau présente une figure féminine accompagnée, à sa droite, par un enfant d'une dizaine d'années, vraisemblablement la mère et le fils du consul. L'enfant, protégé par le bras droit de sa mère, porte une tunica manicata, serrée à la taille par une ceinture et munie de deux segments, à l'épaule droite et en bas à droite de la tunique. Par-dessous, il est vêtu d'une chemise (tunica interior). La toge, ouverte du côté droit, est attachée par une fibule sur l'épaule droite, et un pan repose sur le bras gauche. L'enfant tient une tablette dans sa main gauche.
La femme est vêtue de la tunique de dessous à longues manches (interula) et de la stola plissée, à manches courtes, tombant jusqu'aux chevilles et munie, en bas, d'une frange cousue sur l'arrière. La ceinture est recouverte de formes circulaires et quadrangulaires. Le personnage porte une longue écharpe, la palla, un collier de perles et de longs pendants d'oreilles, composés de deux pierres taillées en larme et d'un anneau. Ses cheveux sont recouverts d'un turban à deux étages. Elle tient un mouchoir dans la main gauche, et une fleur dans la droite.

### Diptyque de Probus (406)

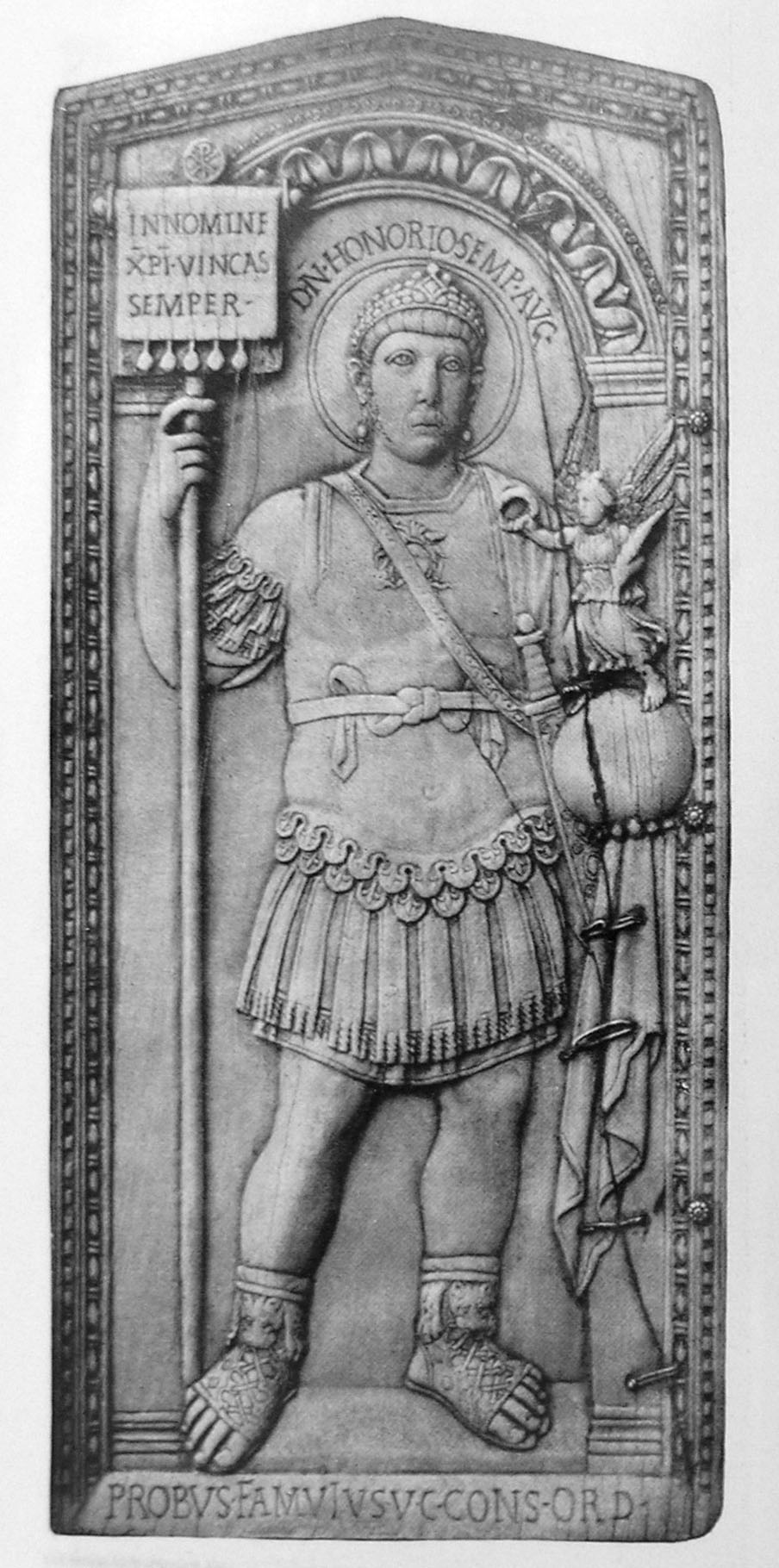
Diptyque d'Anicius Petronius Probus, consul en 406 (un des plus anciens conservés).

Un des plus anciens diptyques consulaires conservés, au trésor de la cathédrale d'Aoste, est celui d'Anicius Petronius Probus, consul d'Occident en 406 : il a la particularité, outre son ancienneté, d'être aussi le seul à porter le portrait, non pas du consul, mais de l'empereur, Honorius en l'occurrence, auquel il est dédié par une inscription pleine d'humilité : le consul s'y désigne comme le famulus, l'esclave de l'empereur. Haut d'environ 30 cm, il a été sculpté à Rome.
Honorius porte une cuirasse moulante, ornée d'une tête de Gorgone. Il tient, dans la main gauche, un globe surmonté d'une Victoire tendant une couronne et, dans la main droite, une lance portant un vexillum surmonté du Labarum, avec l'inscription : « In nomine Xsti vincas semper » ("Au Nom du Christ, tu vaincras toujours"). Sa tête est couronnée d'un bandeau à double rang de perles, partant d'un cabochon frontal, et noué sur la nuque. L'empereur porte la barbe.

### Diptyque de Constance III (vers 417)
Un diptyque anonyme, conservé à la cathédrale d'Halberstadt, est attribué au patrice Constance III. Ce dernier figure deux fois dans le registre central. À gauche, vêtu de la toge consulaire, il lève une mappa, destinée à donner le signal du débuts des jeux de l'arène. À droite, il porte la tenue de patrice. Le registre inférieur est occupé par des barbares vaincus et captifs. Le registre supérieur montre, assis sur un banc à dossier, de droite à gauche, Roma nimbée, Honorius barbu et âgé, Théodose II, représenté plus petit que l'empereur d'Occident, et Constantinopolis nimbée, avec la main posée sur l'épaule de l'empereur d'Orient. Derrière le banc, est représentée Galla Placidia. Ce registre supérieur est identique sur les deux panneaux du diptyque.

### Diptyque de Felix (428)

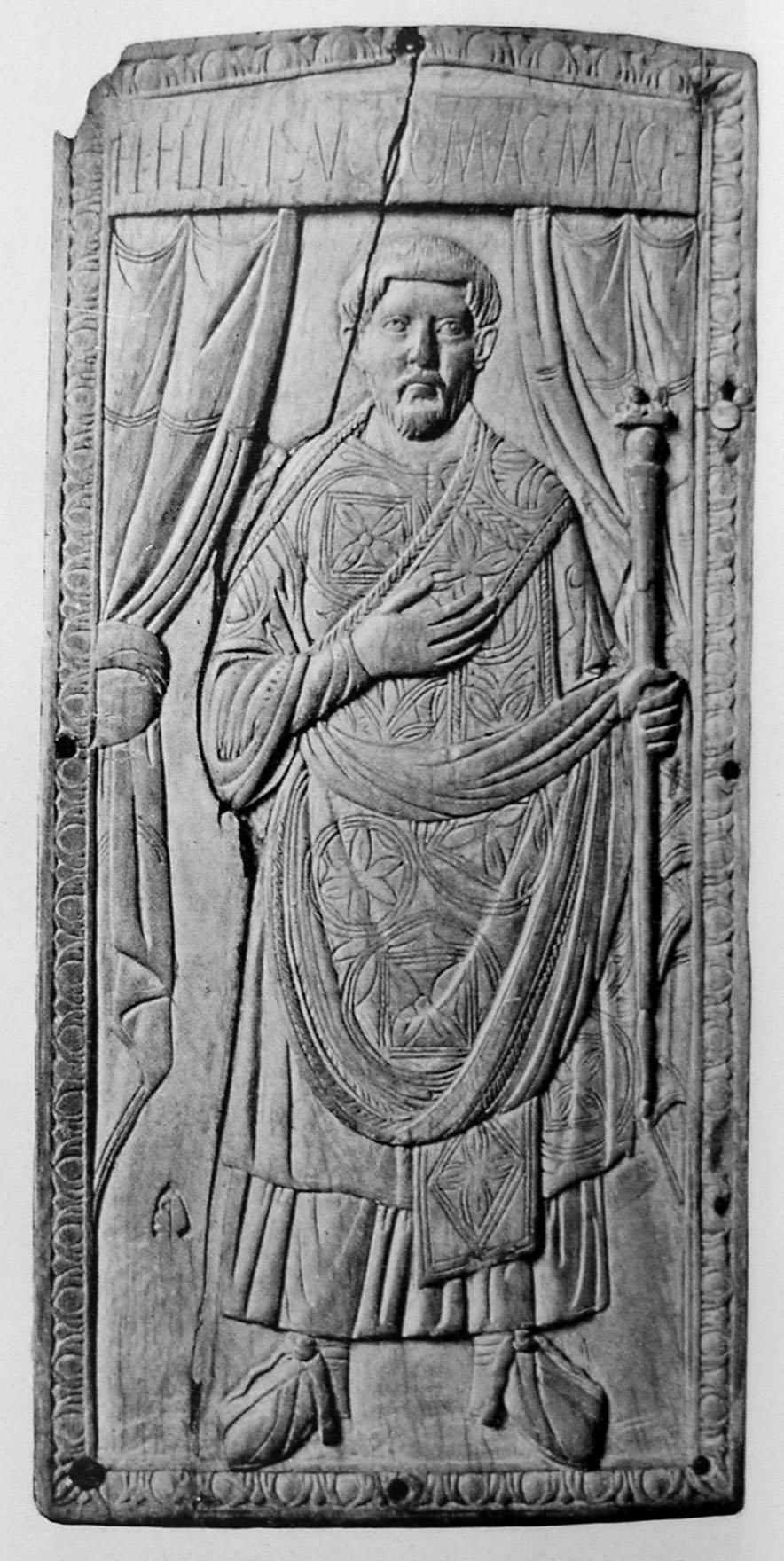
Diptyque de Félix, consul en 428.

Le diptyque de Flavius Felix, consul en 428, est conservé à la Bibliothèque nationale, à Paris (France). Sur ce diptyque, Flavius Felix porte la barbe. Sur un des panneaux, il est vêtu de la trabée consulaire, sur l'autre, de la chlamyde longue, ramenée en avant. Une inscription le présente comme « maître de l'une et l'autre milices, patrice et consul ordinaire ». Ce diptyque est originaire de Rome.

### Diptyque de Boethius (487)

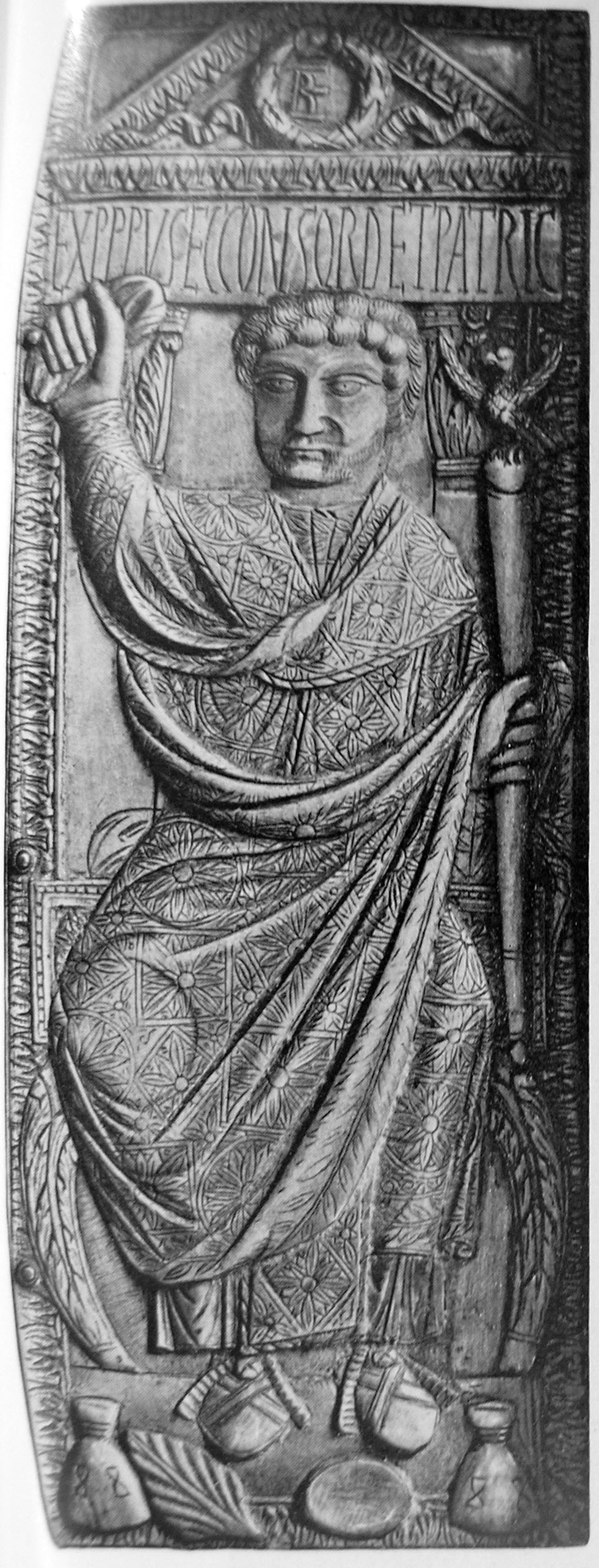
Diptyque de Manlius Boethius, consul en 487.

Un diptyque de Manlius Boethius, consul en 487, est conservé à Brescia (Italie). C'est une production romaine. C'est le seul diptyque connu où le consul n'est pas représenté de face.

### Diptyque d'Areobindus (506)

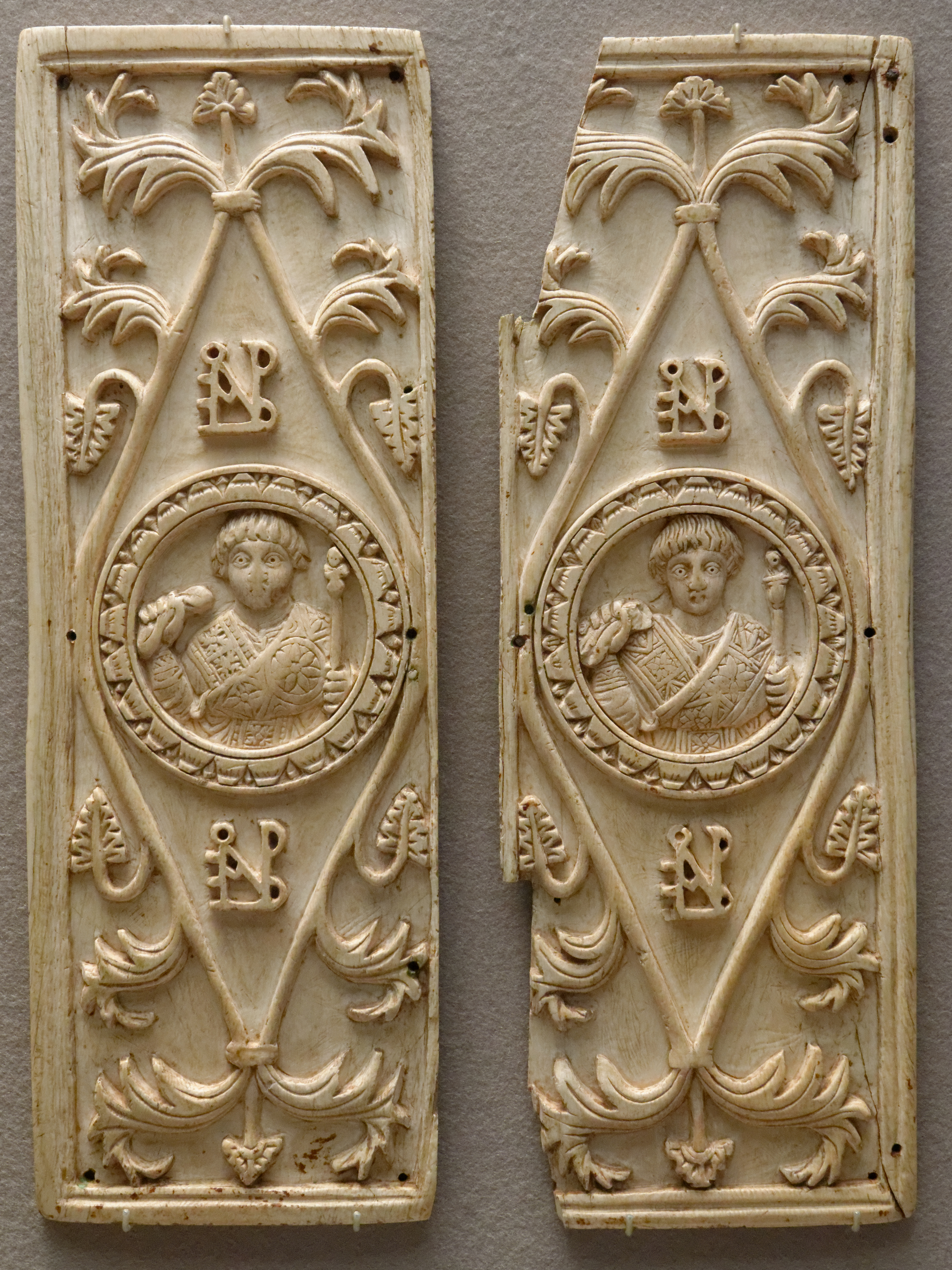
Un des diptyques d'Areobindus Dagalaiphus Areobindus, consul en 506, représenté dans une imago clipeata (musée du Louvre).

On connaît cinq diptyques d'Areobindus Dagalaiphus Areobindus, consul en 506. Un panneau unique, en ivoire sculpté, est conservé au musée de Cluny, à Paris (France). Il mesure 40 cm de hauteur et 10 cm de largeur. Un autre panneau unique, en ivoire sculpté, haut de 38 cm, représente Areobindus présidant les jeux qui marquent son entrée en fonction. Il se trouve au musée des beaux-arts et d'archéologie de Besançon (France).

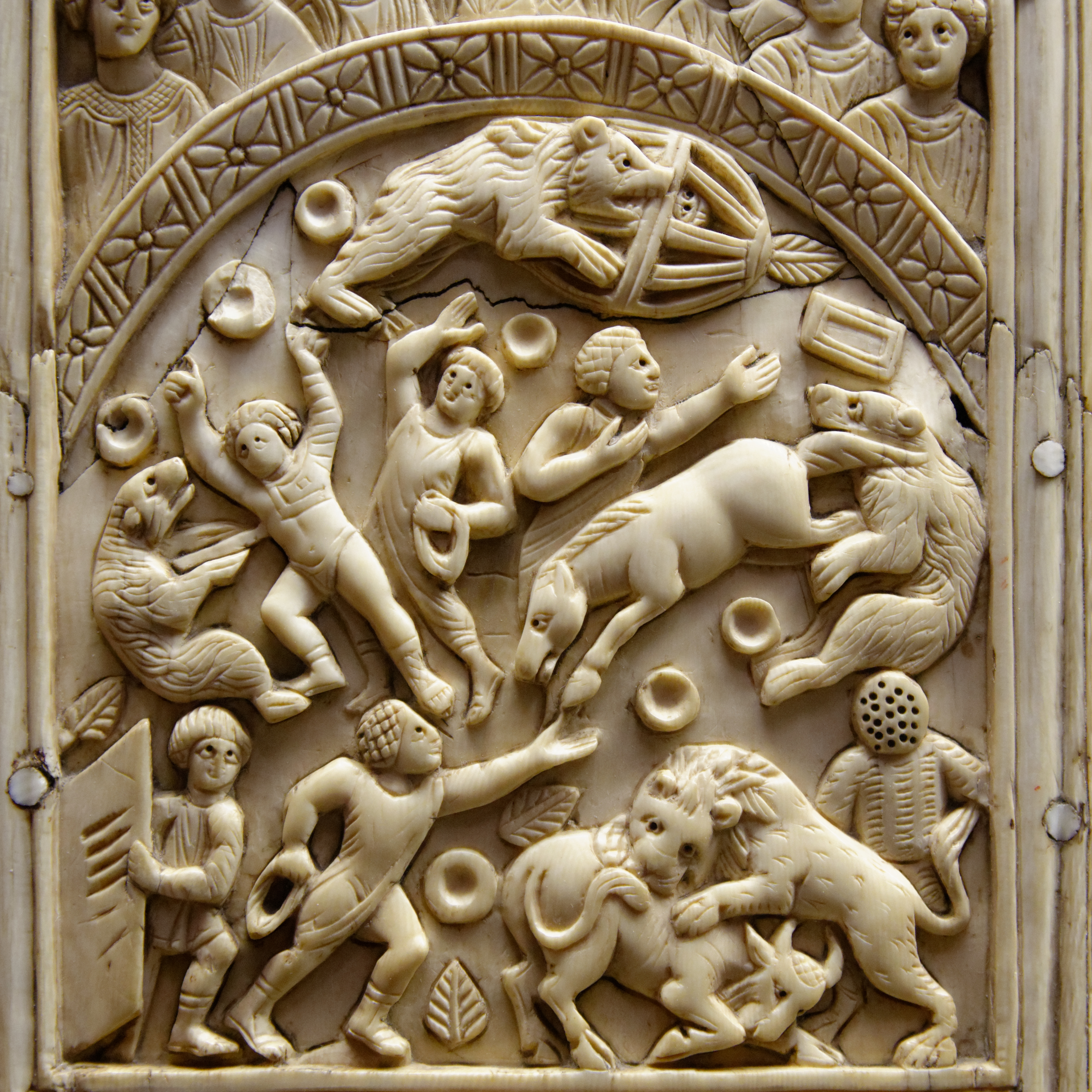
Détail d'un diptyque d'Areobindus.

Le diptyque du musée du Louvre (Département des Arts, aile Richelieu, 1er étage, salle 1, vitrine V17) est en ivoire. Les deux panneaux sont conservés. Ce diptyque, donné au Louvre en 1951, appartenait à l'ancienne collection Trivulzo (Montesquiou-Fezensac). Deux autres diptyques se trouvent à Zurich (Suisse) et Lucques (Italie). Tous ont été sculptés à Constantinople.

### Diptyque de Clementinus (513)
Le diptyque de Flavius Taurus Clementinus, consul d'Orient en 513, est conservé au Merseyside County Museum, à Liverpool (Royaume-Uni), sous le numéro d'inventaire M 10036. Il a servi de reliure à des mementos destinés à une communauté monastique hellénophone de Rome, au couvent de Sainte-Agathe qui était situé près de l'église appelée aujourd'hui Sainte-Agathe-des-Goths.

### Diptyque d'Anastase (517)

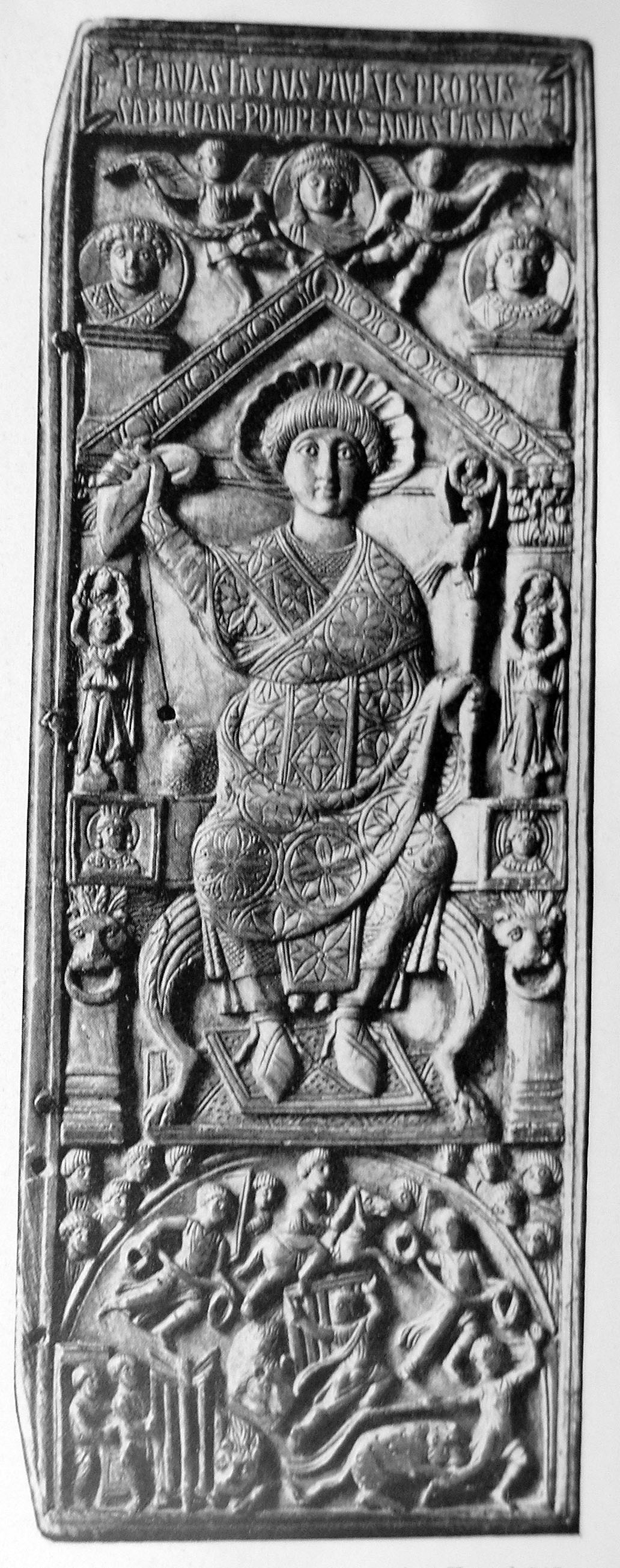
Diptyque d'Anastasius, consul en 517.

Un diptyque de Flavius Anastasius Probus, consul en 517, est conservé au cabinet des médailles de la Bibliothèque nationale de France. Les deux panneaux sont en ivoire sculpté. Ce diptyque est originaire de Constantinople et représente Anastase donnant le signal des jeux du cirque. Un autre diptyque d'Anastase, conservé au Louvre, montre le portrait de l'empereur, au-dessous d'un médaillon contenant le buste du Christ soutenu par deux Victoires. L'empereur est à cheval, il a les jambes nues et porte une cuirasse moulante, sur une tunique à manches, et des campagi. Il est couronné d'une large bande ornée de pierres. Il plante sa lance en terre. À ses pieds, à droite, Terra lui apporte des fruits. En haut, à droite, Victoria lui offre une couronne. Sur la bande latérale gauche, le consul, cuirassé et chaussé de campagi, tient à deux mains une Victoire. Dans le registre inférieur, des barbares, en costumes scythes et perses, accompagnés de loups et d'un éléphant, apportent des présents, rappelant probablement les campagnes d'Anastase contre les Bulgares en 493 et 499, et contre les Perses, en 502-506.

### Diptyque de Magnus (518)
Le diptyque de Flavius Anastasius Magnus, consul en 518, est sculpté à Constantinople. Un panneau est conservé au Cabinet des Médailles de la Bibliothèque nationale, à Paris. L'autre se trouve au Castello Sforzesco, à Milan (Italie), et a été retaillé au Moyen Âge.

### Autres diptyques

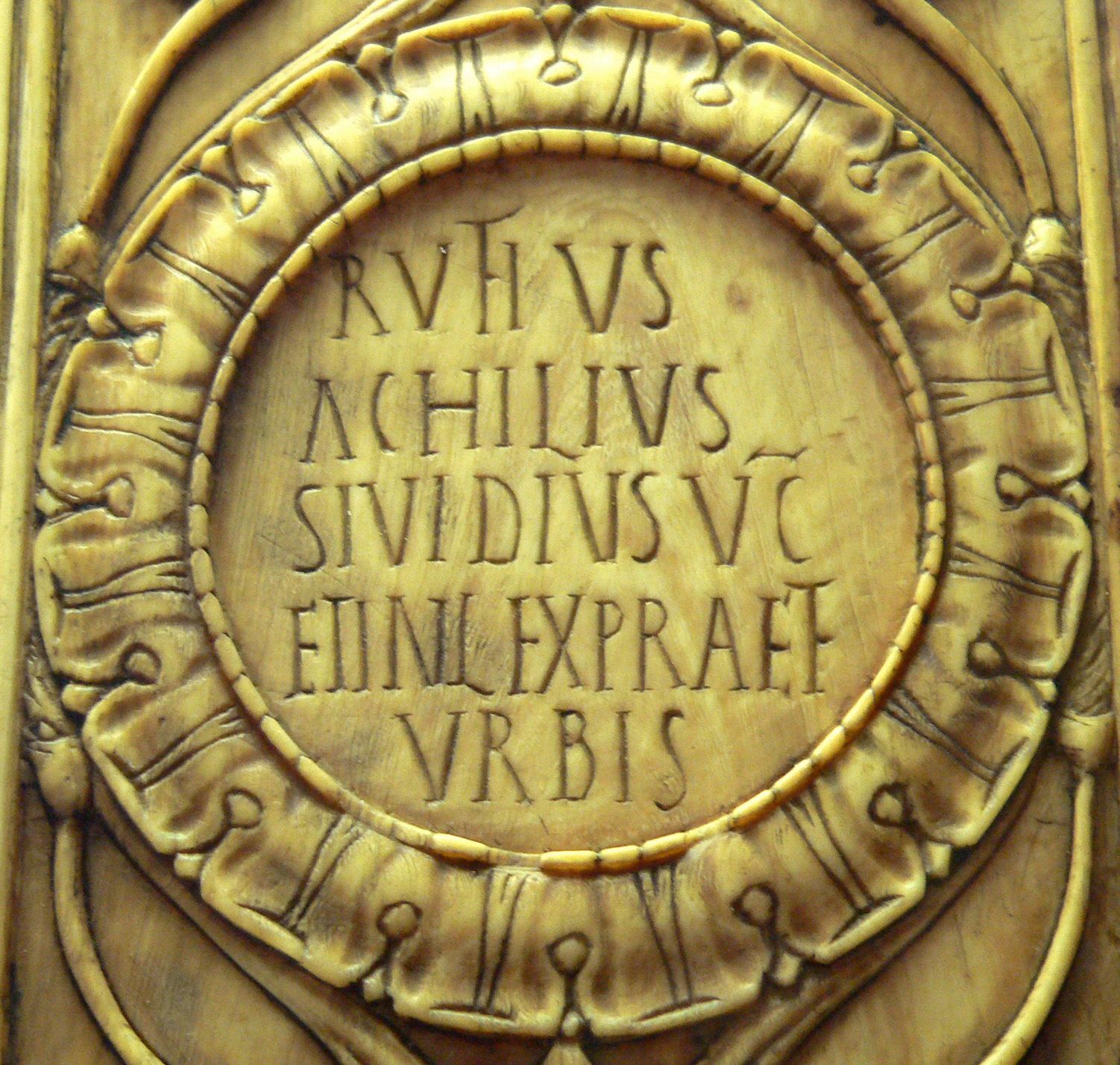
Détail du diptyque de Flavius Achilius Sividius.

- Diptyque de Justinus, consul en 540 - sculpté à Constantinople[1] - conservé à Berlin (Allemagne).
- Diptyque d'Aetius - panneau droit, conservé au Musée du Berry, à Bourges (France)[18].
- Diptyque d'Oreste - sculpté à Rome[2] - conservé au Victoria and Albert Museum, à Londres (Royaume-Uni). Ce diptyque est un diptyque de Clementinus retaillé[4].
- Diptyque de Philoxène - conservé dans la collection Dumbarton Oaks de l'université de Harvard[19].
- Diptyque de Probianus, vicaire impérial - sculpté à Rome - conservé à Berlin[2].
- Diptyque de Serena - sculpté à Milan - conservé à Monza (Italie).
- Diptyques des Symmaque et Nicomaque - sculptés à Rome - conservés au Victoria and Albert Museum, à Londres (Royaume-Uni) et au musée de Cluny (Paris)[2].